# Estación Ciudad Los Polvorines
Ciudad Los Polvorines es una estación ferroviaria ubicada en la localidad homónima, en el partido de Malvinas Argentinas, Provincia de Buenos Aires, Argentina.

## Servicios
Es una estación intermedia del servicio diésel metropolitano que se presta entre las estaciones Retiro y Villa Rosa de la Línea Belgrano Norte.
A ella llegan desde hace poco Servicios Rápidos que funcionan desde el 2006 con coches de piso alto reformados, que unen esta estación y Retiro con una sola detención en Boulogne Sur Mer.

## Toponimia
Por Decreto N° 4.520, el Poder Ejecutivo Nacional dispuso, el 17 de diciembre de 1908, la ubicación de la "Estación de Ferrocarril Los Polvorines", cuyo nombre derivaba del "Polvorín Sargento Cabral", que el Ejército Argentino estableció en sus cercanías.
Según la Resolución 812/2022 del Ministerio de Transporte fue cambiado el nombre de la estación a Ciudad Los Polvorines.